# Пенн Беджлі
Пенн Беджлі (англ. Penn Dayton Badgley; нар. 1 листопада 1986, Балтимор, США) — американський актор. Він відомий своїми ролями Дена Гамфрі в підлітковому телесеріалі каналу CW «Пліткарка» та Джо Голдберга в психологічному трилері Netflix «Ти».

## Біографія
Пенн Дейтон Беджлі народився 1 листопада 1986 року в Балтиморі. У дитинстві частину часу він проводив в Балтиморі, частину — в Сіетлі. Його мати працювала в школі, як і його батько, який тренував шкільну команду з футболу, у якій грав і Пенн. У актора є старша зведена сестра. Пенн Беджлі почав виступати на сцені ще дитиною — у постановках Дитячого театру в Сіетлі. Потім його почали запрошувати в радіовистави. 1999 року він озвучив відеогру Mario Golf 64, у яку сам ніколи не грав. З 11 років Пенн живе в Голлівуді, де паралельно з акторською кар'єрою займається музикою. 1998 року Пенн Беджлі випустив попсингл.

## Творчий шлях
Після закінчення школи він вступив до Університету Південної Каліфорнії, проте навчання довелося відкласти через контракти на телебаченні. Пенн Беджлі дебютував в ефірі в популярному серіалі «Вілл і Грейс». Свою першу велику роль на телебаченні Беджлі отримав 2000 року в мильній опері «Молоді та зухвалі». Він також з'являвся в серіалах «Брати Гарсія», «Сутінкова зона» і «Все найкраще в тобі». Після першого сезону 2005 року серіал «Гора» з його участю скасували. Така ж доля, попри популярність, спіткала серіал «Щоденники Бедфорда», де Беджлі грав головну роль.
2006 року Пенн Беджлі дебютував на великому екрані у фільмі «Здохни, Джон Такер!», який зібрав понад 41 мільйон доларів у прокаті. 2007 року він знявся разом з Лейтон Містер у комедійному фільмі жахів «Закусочна смерті». 2007 року Пенна Беджлі отримав одну з головних ролей в популярному молодіжному серіалі «Пліткарка». Він грає сина рок-зірки 90-х Дена Гамфрі, який через свій соціальний стан є білою вороною в привілейованій приватній школі, але починає зустрічатися з однією з найпопулярніших старшокласниць — Сереною ван дер Вудсен (Блейк Лайвлі). 2009 року Пенн Беджлі знявся в рімейку трилера 1987 року «Вітчим», де зіграв прийомного сина вбивці. 2010 року в прокат вийшов молодіжний фільм «Відмінниця легкої поведінки» з його участю. 2011 року Пенн Беджлі з'явився в гостросюжетній драмі «Межа ризику». У драмі «Привіт від Тіма Баклі» він отримав головну роль і зіграв сина відомого музиканта, який відкриває для себе спадщину батька і виступає на концерті на його честь, незважаючи на те, що їхні стосунки були сповнені конфліктів.
Крім того, він грає головну роль в серіалі "Ти" (You).

## Особисте життя
Наприкінці 2007 року Пенн Беджлі почав зустрічатися з партнеркою по серіалу «Пліткарка» Блейк Лайвлі. Вони довгий час приховували свої стосунки, але в травні 2008 журнал People опублікував їх спільне фото під час канікул у Мексиці. У вересні 2010 року їх трирічний роман закінчився.
З літа 2011 року Пенн зустрічався з дочкою відомого музиканта Ленні Кравіца Зої Кравітц. Наприкінці 2013 року пара розлучилася.

## Цікаві факти
- Пенн любить співати, писати, грати на гітарі, а також займатися серфінгом, кататися на лижах і сноуборді.

- 2008 року Беджлі і Лейтон Містер знялися в агітаційному ролику Барака Обами.

- У березні 2010 американський Червоний хрест оголосив, що Пенн Беджлі входить до Національного кабінету знаменитостей, тобто стає особою фонду.

- У квітні 2010 Пенн Беджлі слідом за Бредом Піттом приєднався до кампанії на підтримку проведення в США чемпіонату світу з футболу в 2018 або 2022 році.

- 2011 року Пенн Беджлі потрапив до списку «25 красунь і красенів молодше 25 років» журналу People.

- На початку 2012 Пенн Беджлі записав вокальні партії на одному з треків музичного проєкту Dress.

## Нагороди
2012 року Пенн Беджлі разом з колегами отримав премію «Незалежний дух» за фільм «Межа ризику».
Він сім разів номінувався на премію «Вибір підлітків» — за «Пліткарка», «Вітчим» і «Відмінниця легкої поведінки», але жодного разу не отримав приз.